# Chamaedorea foveata
Chamaedorea foveata är en enhjärtbladig växtart som beskrevs av Donald R. Hodel. Chamaedorea foveata ingår i släktet Chamaedorea och familjen Arecaceae. Inga underarter finns listade i Catalogue of Life.